# Renwick (Nowa Zelandia)
Renwick – miasto w Nowej Zelandii, na Wyspie Południowej, w regionie Marlborough.